# منتسکلارس
منتسکلارس (به اسپانیایی: Montesclaros) یک شهرستان در اسپانیا است که در استان تولدو واقع شده‌است.

## خصوصیات
منتسکلارس ۲۱ کیلومترمربع مساحت و ۴۰۶ نفر جمعیت دارد و ۵۵۸ متر بالاتر از سطح دریا واقع شده‌است.